# 异钟花属
异钟花属（学名：Heterocodon）是桔梗科下的一个属，为一年生草本植物。该属僅有1种，产于美洲西北部。